# Julius Polyaenus
Julius Polyaenus (Polüainosz, Kr. e. 1. század?) görög költő, filozófus.
Életéről mindössze annyit tudunk, hogy Rómában élt Julius Caesar korában, s minden bizonnyal azonos a hasonnevű szofista filozófussal. Epigrammákat írt, munkái egyetlen költemény kivételével elvesztek. A fennmaradt epigrammát az Anthologia Graeca őrzi.[forrás?]